# 中国科学院西北生态环境资源研究院
中国科学院西北生态环境资源研究院，或简称西北研究院，是中国科学院专门从事高寒干旱地区生态环境、自然资源等重大工程研究的研究机构，亦为中國科學院直屬的研究單位，位于中华人民共和国甘肃省兰州市。该研究院成立于2016年，整合了寒区旱区环境与工程研究所、兰州油气资源研究中心、兰州文献情报中心以及西北高原生物研究所、青海盐湖研究所。2023年5月17日，青海盐湖研究所、西北高原生物研究所由西北研究院的下属事业单位调整为中国科学院直属事业单位。